# 교황 다마소 1세
교황 다마소 1세(라틴어: Damasus I, 이탈리아어: Damaso I)는 제37대 교황(재위: 366년 10월 1일 - 384년 12월 11일)이다. 사후 기독교의 성인으로 시성되었으며, 축일은 12월 11일이다.
다마소 1세는 305년경 오늘날 포르투갈 이다냐아벨냐에 해당하는 서로마 제국의 속령인 루시타니아의 에기타니아에서 태어났다고 알려져 있다. 그는 콘스탄티누스 1세의 등극과 동로마 제국-서로마 제국의 통일 및 재분열 그리고 기독교가 로마 제국에서 인정된 것(밀라노 칙령)과 380년 공식 국교(로마 제국의 국가교회)로 지정된 것을 모두 지켜보았다.
다마소 1세는 로마의 산 로렌초 푸오리 레 무라 성당에서 성직자로 사목하였으며, 교황 리베리오가 선종함에 따라 공석이 된 로마 주교좌를 서로 차지하기 위한 여러 세력 간의 폭력이 난무하는 와중에 로마 주교좌를 계승하였다. 이 와중에 다마소의 지지자들이 적대자이자 리베리오 교황의 부제였던 우르시노의 지지자들을 공격하여 사망에 이르게 할 정도로 사태가 심각해졌기 때문에 발렌티니아누스 1세 황제의 진압으로 가까스로 상황이 수습될 수 있었다.
다마소 1세는 로마 주교좌에 착좌하자마자 살인과 (혼인하지 않았음에도) 간통 등의 죄를 저질렀다는 고발을 당했다. 그러나 이러한 주장은 당시 다마소 1세와 첨예한 갈등으로 인해 교회 분열을 야기한 아리우스주의자들이 퍼뜨린 이야기라서 그 신빙성이 의심된다. 그의 개인적인 문제들과는 별개로 종교적으로는 많은 업적을 쌓았는데, 대표적인 것이 산 로렌초 푸오리 레 무라 성당의 복구와 자신의 비서인 예로니모를 시켜 성경 전서의 라틴어 번역을 하게 한 것(불가타 성경) 및 성경의 정경화 목록 형성에 기여한 것, 382년 로마 공의회를 주재한 것, 또한, 그는 기독교의 순교자들에 대한 공경심을 장려하기도 하였다.

## 생애 초기
다마소는 로마에 있는 산 로렌초 푸오리 레 무라 성당의 주임사제인 안토니우스와 라우렌시아 사이에서 태어났으며, 교황이 되기 전의 생활에 대해서는 많이 알려져 있지 않다. 그가 유년 시절을 보내고 있을 때, 콘스탄티누스 1세가 서로마 제국의 황제로 등극하였다. 그는 313년 밀라노 칙령을 내려 로마 제국 전역에 기독교 신앙에 대한 자유를 부여하였다. 그러나 이교 신앙에 편승한 동로마 제국의 황제 리키니우스가 기독교 신앙의 자유를 거절하면서 324년 동서 제국 간에 내전이 발발하게 되었다. 그리하여 콘스탄티누스 1세가 리키니우스와의 전투에서 그를 물리치고 재통합된 로마 제국을 다스리게 되었다. 이로 인하여 기독교의 우월적 지위가 확립되었을 뿐만 아니라 점차 로마 주교좌의 권위에 맞먹고자 하는 주교좌들이 제국 내 각 도시마다 생겨나기 시작하였다. 이 시기에 다마소는 20대 청년이었다.
354년 콘스탄티우스 2세 황제가 교황 리베리오를 베레아로 유배 보냈을 당시 다마소는 수석부제였다. 다마소 역시 리베리오를 뒤따라 유배길에 올랐으나, 얼마 안 가서 로마로 되돌아 올 수 있었다. 교황 리베리오가 로마로 돌아오기 전까지 다마소는 로마 교회에서 막중한 업무를 수행하고 있었다.

## 교황직 계승 문제
초대 교회 시절에 새 로마 주교는 로마 관구에 속한 다른 주교들이 참석한 가운데 로마 교구 성직자들과 신자들에 의해 특정인을 투표로 선출하거나 지명하는 방식으로 착좌하였다. 이는 당시 다른 교구들에서도 자신들의 새 주교를 뽑을 때 관례적으로 사용한 방식이었다. 작은 공동체에 불과했던 교회가 박해 시대에서 살아남는데는 이러한 단순한 방법이 잘 통하였지만, 점차 규모가 커져감에 따라 새 로마 주교를 뽑는 거수 투표 방식은 경쟁상대 간의 극한 대립을 초래하여 파벌이 생기는 사태를 초래하였으며, 이는 다른 주교 선거에도 영향을 끼쳤다. 더불어 4세기에는 새로 선출된 로마 주교들이 자신의 주교 착좌 승인을 받기 위해 로마 황제들에게 찾아갔는데, 이는 이따금씩 교회 안 문제를 국가가 간섭하는 결과를 낳기도 하였다.
366년 9월 24일 리베리오가 선종하자 로마 교회는 두 파벌로 분열되었다. 하나는 리베리오의 부제로 봉사하였던 우르시노를 추종하는 세력이었으며, 나머지 하나는 한때 대립교황 펠릭스 2세에게 충성하였던 다마소를 추종하는 세력이었다. 대립교황 펠릭스 2세를 따랐던 귀족층은 다마소를 지지한 반면, 리베리오를 따랐던 부제들과 평신도들은 우르시노를 지지하였다. 당장 폭동이라도 일어날 것만 같은 삼엄한 분위기 속에서 다마소와 우르시노 두 사람은 각각 양 진영에서 로마의 주교로 선출되었다. 다마소는 산 로렌초 인 루치나 성당에서 로마 주교로 선출되었다. 그리하여 결국 두 사람의 지지자들은 그해 10월에 충돌하게 되었다. 양 진영은 로마 교외에서 충돌하여 결국 시신니오 성당(훗날의 산타 마리아 마조레 대성전)에서 137명이 대량 학살되는 사건이 일어나기에 이르렀다. 이러한 폭력적인 유혈 사태가 발발하자 로마 시 장관들이 개입하여 가까스로 진압하는데 성공하였다. 그리고 장관들은 우르시노를 골 지역으로 추방하였다. 그러나 우르시노가 추방된 후에도 양측 지지자들 간의 충돌은 끊이지 않고 오히려 더 심화되었다.
예로니모와 티라니우스 루피누스와 같은 교회 역사학자들은 다마소 1세의 편에 섰다. 378년에 열린 시노드에서는 우르시노를 단죄하고 다마소 1세를 진정한 교황으로 인정하였다. 암브로시오가 전한 바에 의하면, 우르시노와 그 일당은 이후 아리우스파와 결속하여 다마소 1세를 괴롭혔다고 한다.
이처럼 교회 내 분열로 인하여 야기된 폭력 사태는 3일간 이어져 대학살로 이어졌으며, 결국에는 발렌티니아누스 1세 황제까지 개입하기에 이르렀다. 하지만 로마 시 장관의 지지로 다마소 1세가 우위를 점하게 되었다. 다마소 1세가 확실하게 로마의 주교로 최종 확정되자 그를 따르는 추종자들이 승리감에 도취된 나머지 흥분하여 우르시노와 리베리오 대성전에 피신한 우르시노의 남은 지지자들을 공격하였고, 이는 결국 우르시노의 지지자 137명이 학살당하는 결과를 초래하게 되었다. 다마소 1세는 교황이 되기 전에도 과거에 살인죄로 기소되었지만, 친구들의 도움으로 황제가 사건에 개입하면서 가까스로 위기에서 벗어날 수가 있었다. 이처럼 불미스러운 사건들 때문에 다마소 1세 개인은 물론 가톨릭교회 전체의 평판이 크게 실추되었다.

## 교황

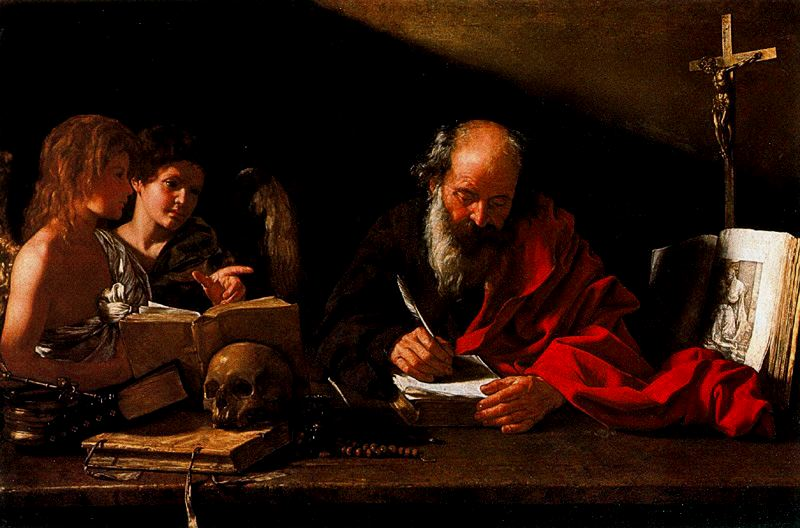
바르톨로메오 카바로치가 그린 성 예로니모와 천사들.

다마소 1세는 교황으로 착좌하면서 이교의 조짐에 맞서 가톨릭교회를 수호하는데 전력을 다하였다. 368년과 369년 두 차례 로마에서 시노드를 소집한 그는 아폴리나리우스주의와 마케도니우스주의를 단죄하고, 381년 이단 문제를 다루기 위해 소집된 제1차 콘스탄티노폴리스 공의회에 사절단을 파견하였다. 이 공의회는 대단히 중요하다. 아리우스주의가 단죄되고 제1차 니케아 공의회의 신앙 선서문이 공적으로 채택되었다.
다마소 1세는 비밀리에 예로니모를 자신의 비서로 임명하였다. 409년 예로니모는 “여러 해 동안 나는 로마의 주교 다마소를 도와 동·서 공의회에서 그에게 문의된 질문들에 대한 그의 답변을 적는 것과 같은 서신 작성을 하였다.”고 기록하였다. 기독교가 로마 제국의 국교로 선포된 것은 다마소 1세가 교황으로 재임하던(380년) 중이었다. 그리고 다마소 1세의 교회 개혁에 따라 라틴어가 기독교의 중심적 전례 언어가 되었다. 또한, 당시에는 성경이 여러 역자에 의해서 번역되어 통일성이 없이 난잡하고 정리가 안 되어 있었던 상황이었기 때문에, 통일성 있는 새로운 공용 성경 본문이 요구되는 상황이었다. 그리하여 다마소 1세는 예로니모에게 그리스어 신약성경과 70인역 등을 번역 대본으로 삼아 옛 상고 라틴어로 번역된 성경을 보다 정확하고 당시 대중이 널리 사용하는 대중 라틴어로 번역하도록 장려하였다. 그 결과 불가타 성경이 나오게 되었다. 이 성경은 382년 로마 공의회를 통해 공식적인 라틴어 성경으로 인준을 받았다. 다마소 1세의 사후, 예로니모는 저서 《위인전》(De Viris Illustribus)에서 다마소 1세에 대해 다음과 같이 짧은 글을 썼다. “시를 쓰는 데 탁월한 재능을 지녔던 그는 아름다운 운율을 지닌 많은 시를 썼다. 그는 80세에 가까운 나이에 테오도시우스 1세 황제의 치세 때 선종하였다.”
다마소 1세는 18년 2개월 동안 교황으로 재임하였다. 훗날 그는 성인으로 시성되었으며, 축일은 12월 11일로 지정되었다. 다마소 1세는 사후 자신의 묘비에 새겨질 비문을 다음과 같이 적었다. “바다 위를 걸으면서 심한 풍랑도 진정시킬 수 있는 분, 지상의 죽어가는 씨앗들에게 생명을 주시는 분, 죽음의 끔찍한 쇠사슬을 푸실 수 있고 3일간의 암흑 이후에 마르타를 위하여 그의 오라버니를 이 세상에 다시 불러오실 수 있는 분, 다마소가 먼지에서 다시 일어날 수 있도록 만드실 분, 그분을 나는 믿는다.”

## 그라티아누스 황제
다마소 1세가 교황으로 재임하는 동안 그라티아누스가 로마 황제로서 제국을 통치하고 있었다. 이 시기가 교회 역사에 있어서 중요한 기점이 되는데, 바로 이 시기(359년~383년) 이후 기독교는 처음으로 로마 제국 전역에 걸쳐 지배적인 종교가 된 것이다. 암브로시오의 압력을 받은 그라티아누스는 로마에서 이교 예식을 거행하는 것을 전면 금지시켰다. 또한 기독교 신자인 황제와는 전혀 맞지 않는 칭호인 폰티펙스 막시무스라는 용어를 사용하지 않기로 하였다. 이교도로 남아 있던 의원들의 반발에도 불구하고, 원로원에 있는 승리의 제단도 이교적이라는 이유로 철거하고, 그들의 수입을 전면 몰수하였다. 베스타 여사제들의 토지 소유도 금지하였으며, 그밖에도 여러 이교 사제들의 다른 많은 특권들도 철폐하였다.

## 동방 교회와의 관계
카이사레아의 바실리오를 필두로 동방 교회는 아리우스주의와의 싸움에서 다마소 1세의 지지와 도움을 받고자 하였다. 그러나 다마소 1세는 이 위대한 카파도키아 교회박사에 대해 의구심을 갖고 있었다. 안티오키아의 멜레티우스 이교 문제에 있어서 다마소는 알렉산드리아의 아타나시오 및 그의 후임자인 페트로스 2세와 함께 바울리누스를 지지하였다. 왜냐하면 그가 니케아에서 고백한 정통 신앙을 진실되게 따른다고 보았기 때문이다. 안티오키아의 주교 멜레티우스가 선종하자 다마소 1세는 후임 주교를 물색하였다. 하지만 플라비아누스는 후보 명단에서 제외하였다.
다마소 1세가 교황으로 재임하는 동안, 알렉산드리아의 페트로스 2세 주교는 아리우스주의자들의 공격을 피해 로마로 피신하였다. 페트로스 2세는 자신의 망명을 받아 준 다마소 1세에게 고마움을 느꼈다. 다마소 1세는 페트로스 2세를 환대하며 그를 영접하였다. 그는 페트로스 2세에 동조하여, 아리우스주의자들에 맞서 그를 지지하였다. 알렉산드리아 교회를 돕기 위해 로마 교회와 안티오키아 교회는 서로 화해하여 친교를 회복하였다.

## 성 라우렌시오에 대한 공경
다마소 1세는 산 로렌초 푸오리 레 무라 성당을 재건축 및 보수하였으며, 초기 기독교 순교자들의 무덤으로 가는 길을 정돈하였다. 성 라우렌시오에 대한 그의 깊은 공경심은 과거 자신이 살았던 집을 성당으로 개조한 후 수호성인을 성 라우렌시오로 지정한 후, 산 로렌초 인 다마소 성당으로 탈바꿈하도록 한 행적을 통해서도 알 수 있다.

## 같이 보기
- 교황 목록